# Apeadeiro de Arrifana
O Apeadeiro de Arrifana é uma gare da Linha do Vouga, que serve a vila de Arrifana, no Distrito de Aveiro, em Portugal.

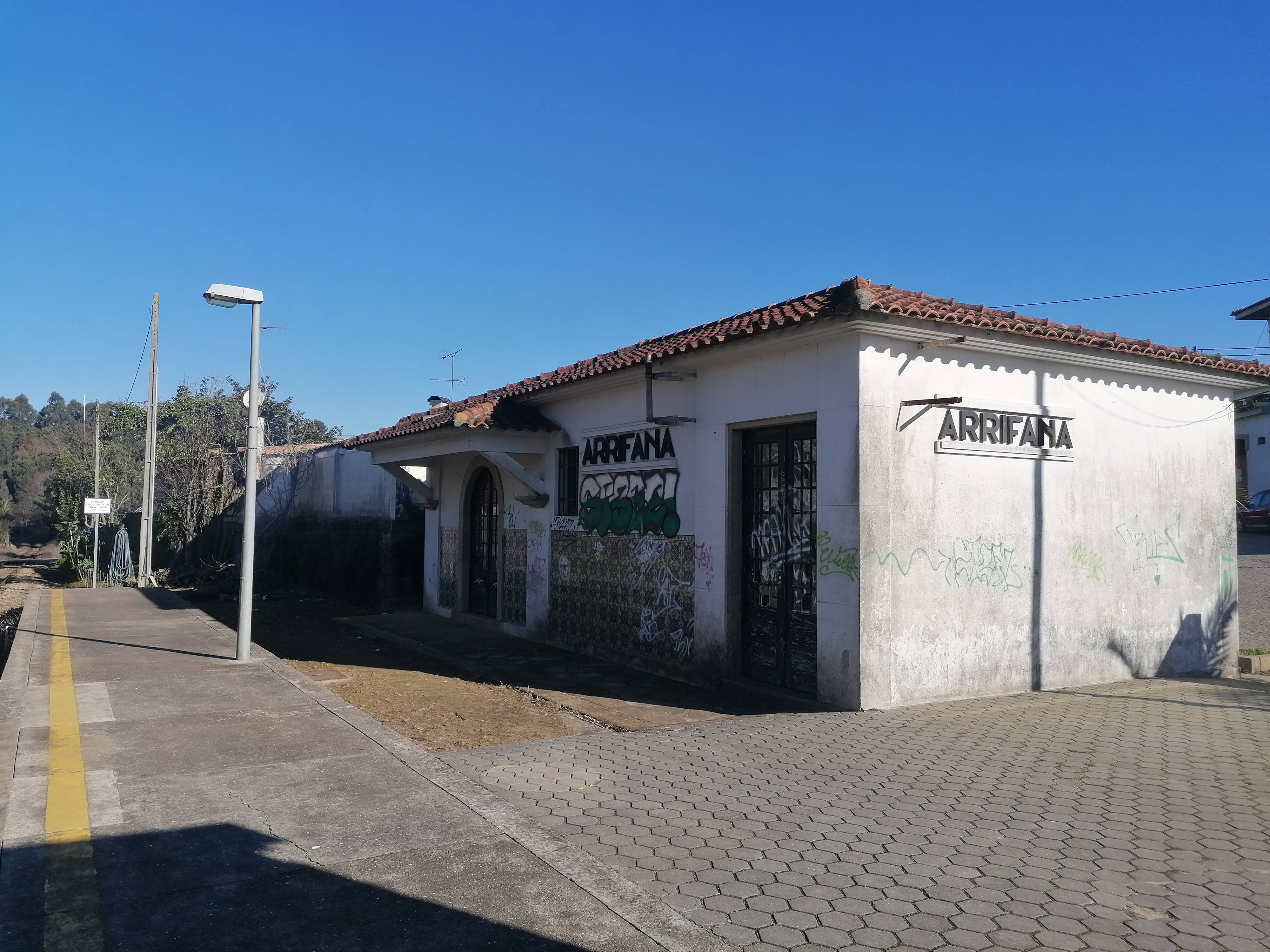
O apeadeiro de Arrifana, em 2022.

## Descrição

### Infraestrutura
O edifício de passageiros situa-se do lado nascente da via (lado esquerdo do sentido ascendente, a Viseu). A superfície dos carris (plano de rolamento) ao PK 23+500 situa-se à altitude de 21 790 cm acima do nível médio das águas do mar.

### Serviços
Em dados de 2022, esta interface é servida por comboios de passageiros da C.P. de tipo regional, com oito circulações diárias em cada sentido, entre Espinho-Vouga e Oliveira de Azeméis.

## História

### Inauguração
Este apeadeiro encontra-se no troço entre Espinho e Oliveira de Azeméis, que foi inaugurado no dia 21 de Dezembro de 1908, pela Compagnie Française pour la Construction et Exploitation des Chemins de Fer à l'Étranger.

### Ligação planeada à Senhora da Hora
A Companhia Portuguesa pediu a concessão de uma linha de via estreita entre Arrifana e Senhora da Hora, na Linha da Póvoa, de forma a ligar as duas redes, e extinguir a necessidade de transbordo em Espinho nos passageiros e mercadorias com origem ou destino na cidade do Porto. Esta ligação também foi proposta pela comissão técnica que, em 1927, foi encarregada de preparar a revisão do Plano Geral da Rede Ferroviária. tendo sido integrada no novo Plano, publicado pelo Decreto n.º 18:190, de 28 de Março de 1930, com o nome de Linha de Crestuma, passando por Crestuma e São Pedro da Cova. No entanto, estes e outros planos para novas linhas férreas foram suspensos devido à crise ferroviária que começou na década de 1930.
| | Arrifana tinha inicialmente estatuto de simples paragem, tendo sido mais tarde promovida à categoria estação; voltou a ser apeadeiro em 1985. |
| - Comboios de Portugal - Infraestruturas de Portugal - Transporte ferroviário em Portugal - História do transporte ferroviário em Portugal | |